# Batizfalvi-völgy

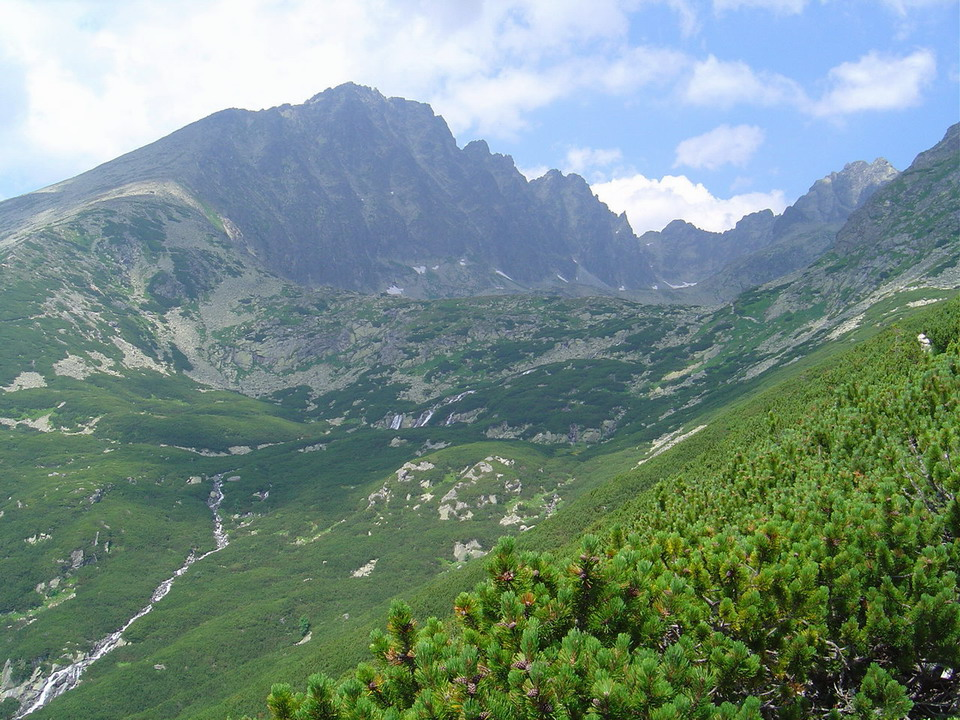
A Koncsiszta és a Batizfalvi-völgy

A Batizfalvi-völgybe (szlovákul Batizovská dolina) kirándulva kiindulópontnak Felsőhágit választhatjuk. A településről a sárga jelzésen 2 óra 30 perc alatt érhetjük el. A Felső-turistautat (Magistrála). A sárga jelzés, az Oszterva és a Sziléziai menedékház közötti szakaszon majdnem fél távnál torkollik a Felső turistaútba.
Nevét a valamikor birtokos községről Batizfalváról kapta.
A völgy egyedüli tava a 11,2 m mély 288×160 m méretű és 3,48 hektár felületű Batizfalvi-tó (Batizovské pleso). A Magyarországi Kárpát-egyesület (MKE) háromszor akart a tó partján menedékházat építeni, de a tervek minden esetben meghiúsultak.
Völgyzárlatát a Jeges-tavi-csúcs déli oldalgerince, a főgerinc Jeges-tavi-csúcs – Hátsó-Gerlachfalvi-csúcs szakasza, a Gerlachfalvi-szárnyvonulat Kis-Gerlachfalvi-csúcsig terjedő szakasza és a Kis-Gerlachfalvi-csúcs DNy. válla (Dromedár-hát) alkotja. A felső részén észak-déli iránya van, lejjebb délkeletre fordul el. A völgy zárlatától a Batizfalvi-tó tófaláig kb. 1,5 km, a Tátra-körútig több mint 5 km hosszú. A turistairodalomban a Batizfalvi-völgy elnevezés alatt csak a Felső turistaút (Magisztrálé) feletti részét értik. Ez azonban nem helyes, az egész völgyet, egészen a Tátra-körút feletti erdőben lévő fokozatos elveszéséig kell érteni.
A Batizfalvi-Kápolna kettéosztja a völgy felső részét: tőle keletre a Hátsó-Gerlachfalvi-csúcs alatt, kb. 2200–2250 m magasságban van a völgy legfelső terasza, a Felső-Batizfalvi-lapály. Ettől lejjebb, a Batizfalvi-próba esésvonalában, kb. 2150 m magasan található az Alsó-Batizfalvi-lapály. A völgy középső – legrövidebb – része a Batizfalvi-tó falától indul lefelé és egy magas, széles küszöbbel fejeződik be – ez a Batizfalvi-lejtő. A Batizfalvi-lejtő aztán egy katlanszerű bemélyedésben, a Batizfalvi-lyukban (Arany-lyukban) folytatódik. A Batizfalvi-lyuk hajdan a stólai aranyásók munkaterülete volt, innen másik neve: Arany-lyuk. Talán ezért nevezték néha a Batizfalvi-völgyet Stólai-völgynek is, esetleg mindkettő közös neve volt a Stólai-völgy.